# Sippar

Sippar y Babilonia durante la dinastía casitas, siglo XIII a. C.

Sippar (Zimbir en sumerio, Sippar en asirio-babilonio), es el nombre de dos ciudades cercanas de la Baja Mesopotamia situadas en la orilla oriental del río Éufrates, al noroeste de Babilonia, en el actual Irak y separadas por apenas siete kilómetros.
Ambas ciudades tuvieron diversos nombres a lo largo de su historia si bien se ha conservado generalmente la referencia a su divinidad principal para diferenciarlas. De este modo tenemos, pues, "Sippar de Shamash" (actual Abu Habbah) y "Sippar de Annunitu" (actual Tell ed-Dêr). Sippar es citada genéricamente en el Antiguo Testamento con el nombre de Sepharvaim.
Las inscripciones mencionan otras dos Sippar: una de ellas es "Sippar del Paraíso", que podría hacer referencia a un barrio adicional de la ciudad. Es también posible que una de estas denominaciones pueda ser identificada con Agadé o Akkad, la capital del primer Imperio Semítico Babilonio.
La ciudad de Sippar es mencionada como una de las más antiguas de Mesopotamia en la lista Real Sumeria. Según ésta, habría sido la cuarta ciudad en ejercer la realeza, la penúltima antes del Diluvio. Su dinastía constaría de un único monarca, Enmenduranna, que habría reinado 21.000 años. Los niveles arqueológicos más antiguos de las dos ciudades que llevan el nombre de Sippar no son, sin embargo, conocidos, por lo que la arqueología no puede confirmar la antigüedad de las mismas.

## Sippar de Shamash (Abu Habbah)
Otras denominaciones : Sippar-Yahruru(m), Sippar-sati(m), Sippar-seri(m).

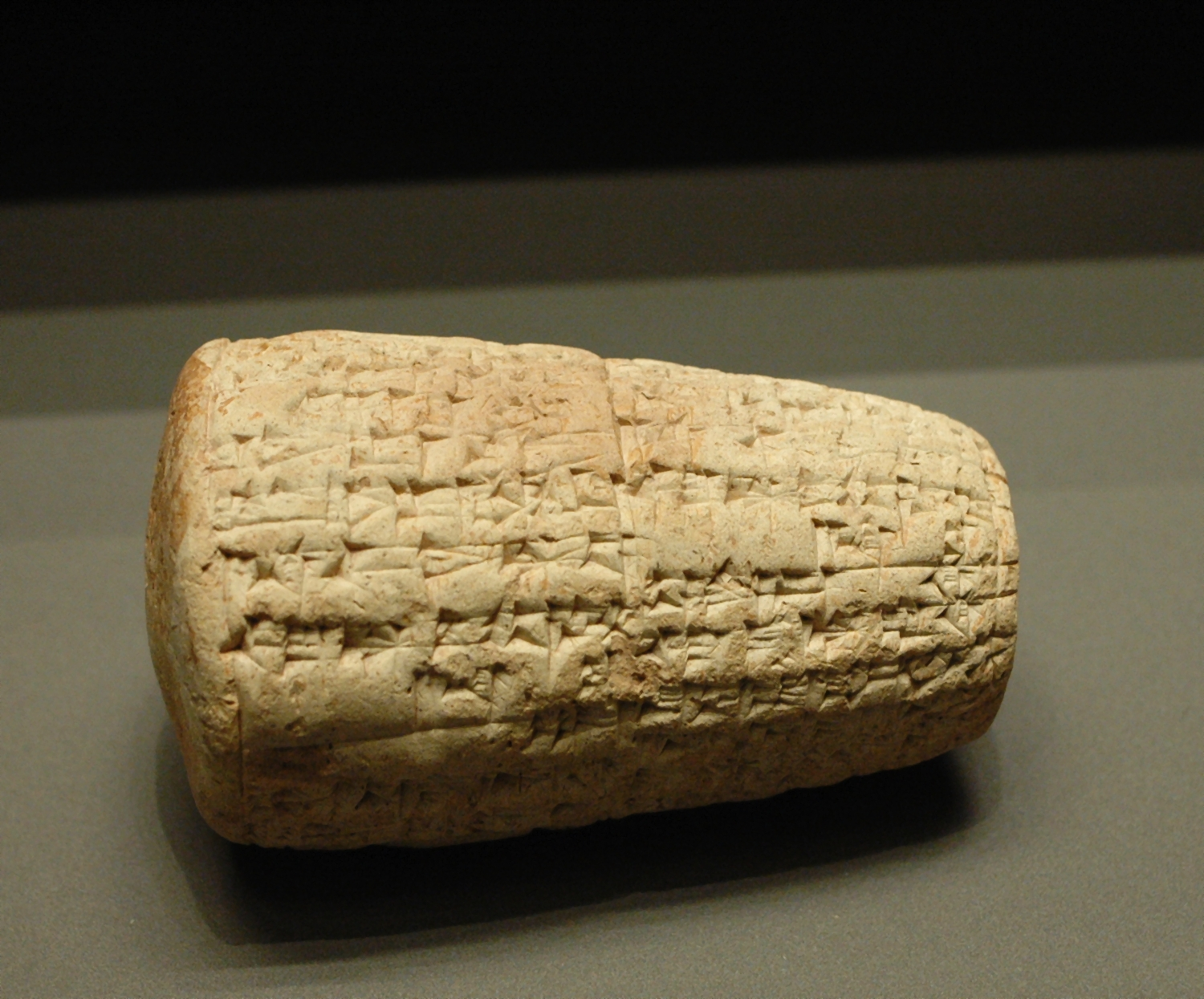
Cono conmemorativo de la erección de las murallas de Sippar por Hammurabi, primera mitad del, Museo del Louvre.

Este yacimiento fue excavado por primera vez por Hormuzd Rassam en 1881, el cual exploró el templo de Samash y extrajo casi 60.000 fragmentos de tablillas, las cuales son fruto, casi en su totalidad, de excavaciones clandestinas. En 1894, el yacimiento fue excavado brevemente por el religioso francés Jean-Vincent Scheil y, en 1927, por los alemanes Walter Andrae y Julius Jordan. Fue posteriormente explorado por arqueólogos iraquíes desde la época de los años 40 y hasta los 70 del siglo XX.
El “corazón” de la ciudad lo constituía el templo dedicado al dios solar Shamash (el Ebabbar), protegido por una muralla interior y junto al que se construyó un zigurat. Los excavadores clandestinos han recuperado en el barrio sagrado un importante número de tablillas con escritura cuneiforme, las cuales, una vez clasificadas y estudiadas, han revelado la existencia de varios archivos en la ciudad: los de un «convento» de época paleo-babilónica (entre los siglos XIX-XVII a. C.) habitado por sacerdotisas consagradas al culto de Shamash, los archivos de un templo de época neo-babilónica (siglo VI a. C.) y una biblioteca de la misma época, que ha sido sacada a la luz recientemente.
En el mismo yacimiento han sido igualmente descubiertos barrios residenciales, datados en la época paleo-babilónica con un importante grupo de archivos. Sippar se encontraba rodeada por una muralla de 1300 metros de longitud por 800 de anchura.

## Sippar de Annunitu (Tell ed-Dêr)
Otras denominaciones: Sippar-Amnānu(m), Sippar-dūri(m), Sippar-rabū(m).
Tell ed-Dêr fue excavada más recientemente que Abu Habbah; las primeras investigaciones fueron llevadas a cabo en 1975 por arqueólogos belgas de la Universidad de Gante. Por lo tanto, y al tratarse de un emplazamiento menos explorado, ha deparado hasta el presente menos vestigios que su homónima vecina.
Se ha explorado la residencia de Ur-Utu, un miembro del clero de Annunitu en el siglo XVII a. C., en la que ha sido descubierto un grupo de unas 2.000 tablillas de factura notable.